# Palpares caffer
Palpares caffer is een insect uit de familie van de mierenleeuwen (Myrmeleontidae), die tot de orde netvleugeligen (Neuroptera) behoort. 
Palpares caffer is voor het eerst wetenschappelijk beschreven door Burmeister in 1839.